# Claire Lovett
Claire Louise Lovett (* 1910 in Regina (Saskatchewan); † 26. November 2005 in Vancouver, geborene Clara Ehman) war eine kanadische Badminton- und Tennisspielerin. Im Jahr 1972 wurde sie in die Canadian Olympic Hall of Fame aufgenommen.

## Karriere
Claire Lovett gewann 1947 den kanadischen Damendoppeltitel und den Dameneinzeltitel. 1948 holte sie sich einen weiteren Einzeltitel, ein Jahr später noch einmal den Doppeltitel. 1963 siegte sie bei den Canadian Open mit Erland Kops im Mixed. 1957 spielte sie für Kanada im Uber Cup. Auch im Tennis war sie überaus erfolgreich.

## Erfolge im Badminton
| Saison | Veranstaltung                 | Disziplin   | Platz | Name                          |
| ------ | ----------------------------- | ----------- | ----- | ----------------------------- |
| 1947   | Kanada: Einzelmeisterschaften | Damendoppel | 1     | Claire Lovett / Nora Maw      |
| 1947   | Kanada: Einzelmeisterschaften | Dameneinzel | 1     | Claire Lovett                 |
| 1948   | Kanada: Einzelmeisterschaften | Dameneinzel | 1     | Claire Lovett                 |
| 1949   | Kanada: Einzelmeisterschaften | Damendoppel | 1     | Claire Lovett / Jean Bardsley |
| 1963   | Canadian Open                 | Mixed       | 1     | Erland Kops / Claire Lovett   |
| 1986   | Kanada: Masters 65 plus       | Mixed       | 1     | B. Ursell / C. Lovett         |
| 1986   | Kanada: Masters 65 plus       | Damendoppel | 1     | C. Lovett / V. Anderson       |
| 1987   | Kanada: Masters 65 plus       | Damendoppel | 1     | D. Tinline / C. Lovett        |
| 1987   | Kanada: Masters 60 plus       | Damendoppel | 1     | D. Tinline / C. Lovett        |
| 1988   | Kanada: Masters 65 plus       | Damendoppel | 1     | D. Tinline / C. Lovett        |
| 1988   | Kanada: Masters 65 plus       | Mixed       | 1     | B. Ursell / C. Lovett         |
| 1989   | Kanada: Masters 65 plus       | Damendoppel | 1     | D. Tinline / C. Lovett        |
| 1989   | Kanada: Masters 60 plus       | Damendoppel | 1     | D. Tinline / C. Lovett        |
| 1989   | Kanada: Masters 65 plus       | Mixed       | 1     | B. Ursell / C. Lovett         |
| 1991   | Kanada: Masters 65 plus       | Mixed       | 1     | B. Ursell / C. Lovett         |
| 1992   | Kanada: Masters 65 plus       | Mixed       | 1     | B. Ursell / C. Lovett         |
| 1992   | Kanada: Masters 70 plus       | Damendoppel | 1     | D. Tinline / C. Lovett        |
| 1992   | Kanada: Masters 70 plus       | Mixed       | 1     | B. Ursell / C. Lovett         |
| 1993   | Kanada: Masters 65 plus       | Mixed       | 1     | B. Ursell / C. Lovett         |
| 1993   | Kanada: Masters 70 plus       | Damendoppel | 1     | D. Tinline / C. Lovett        |
| 1993   | Kanada: Masters 70 plus       | Mixed       | 1     | B. Ursell / C. Lovett         |
| 1993   | Kanada: Masters 65 plus       | Damendoppel | 1     | D. Tinline / C. Lovett        |
| 1994   | Kanada: Masters 65 plus       | Mixed       | 1     | B. Ursell / C. Lovett         |
| 1994   | Kanada: Masters 70 plus       | Damendoppel | 1     | D. Tinline / C. Lovett        |
| 1994   | Kanada: Masters 70 plus       | Mixed       | 1     | B. Ursell / C. Lovett         |
| 1995   | Kanada: Masters 70 plus       | Mixed       | 1     | B. Ursell / C. Lovett         |
| 1995   | Kanada: Masters 75 plus       | Mixed       | 1     | B. Ursell / C. Lovett         |
| 1996   | Kanada: Masters 70 plus       | Mixed       | 1     | B. Ursell / C. Lovett         |
| 1997   | Kanada: Masters 75 plus       | Mixed       | 1     | B. Ursell / C. Lovett         |

## Referenzen
- Kanadische Meister (Memento vom 24. Juni 2010 im Internet Archive)
- bcsportshalloffame.com
- Bob Ferguson: Who’s who in Canadian sport, Scarborough, Prentice-Hall of Canada, 1977
- Nachruf

| Personendaten    | Personendaten                             |
| ---------------- | ----------------------------------------- |
| NAME             | Lovett, Claire                            |
| ALTERNATIVNAMEN  | Lovett, Claire Louise; Ehman, Claire      |
| KURZBESCHREIBUNG | kanadische Badminton- und Tennisspielerin |
| GEBURTSDATUM     | 1910                                      |
| GEBURTSORT       | Regina (Saskatchewan)                     |
| STERBEDATUM      | 26. November 2005                         |
| STERBEORT        | Vancouver                                 |